# Patum de Berga

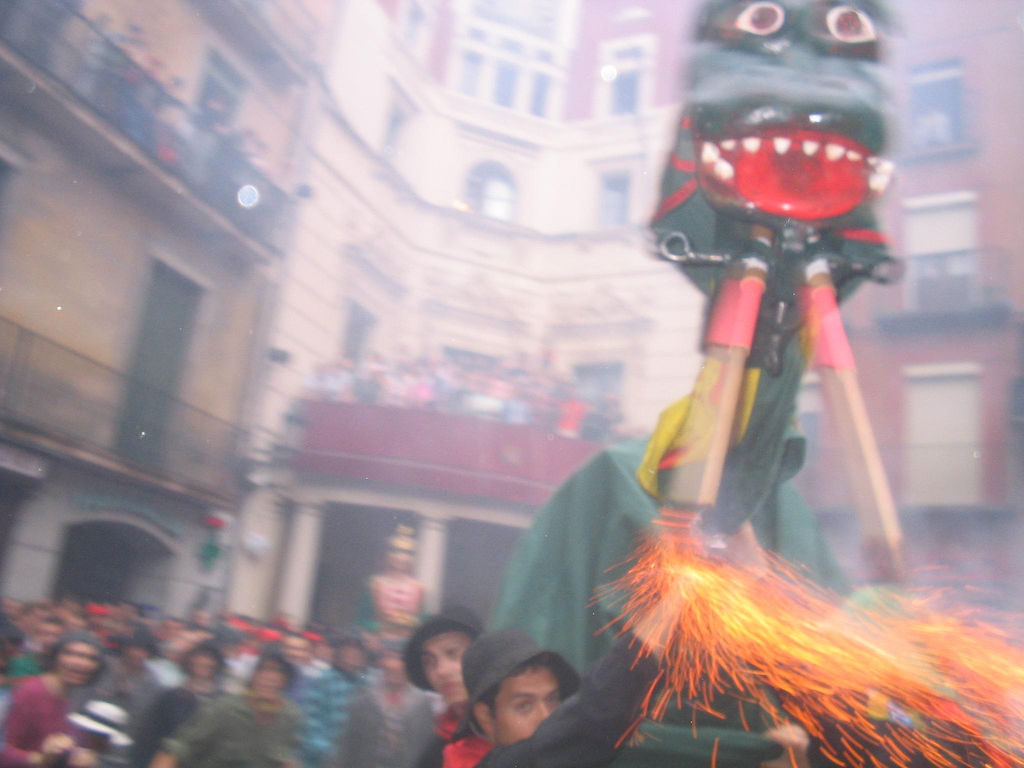
Patum de Berga, 2005

Patum de Berga of La Patum is een populair traditioneel festival dat elk jaar in Berga in Catalonië wordt gevierd tijdens Sacramentsdag. 
Het festival bestaat uit verschillende voorstellingen door mystieke en symbolische figuren die dansen op het ritme van een grote drum en levendige muziek. De dansen zijn onder andere bekend door het gebruik van vuur en vuurwerk.
In 1983 werd het festival uitgeroepen tot Traditioneel Festival van Nationaal Belang door de Generalitat de Catalunya en in 2005 kwam het festival op de Lijst van Meesterwerken van het Orale en Immateriële Erfgoed van de Mensheid van UNESCO.

## Parades
- El Tabal (de drum)
- Turcs i Cavallets (turken en kleine paarden)
- Les Maces (de maces)
- Les Guites (de muildieren)
- L'Àliga (de arend)
- Els Nans Vells (de oude dwergen)
- Els Gegants (de reuzen)
- Els Nans Nous (de nieuwe dwergen)
- Els Plens (de "plens")

## Oorsprong en betekenis
La Patum was aan het eind van de 14e eeuw een geliefd religieus schouwspel en het festival werd al in 1525 beschreven.
De bezoeker kan een optocht van reuzen, duivels en bizar uitziende monsters voorbij zien trekken door de vele steden in Catalonië tijdens de Patum de Berga. Er is vuur en veel rook en iedereen springt op en neer, danst en drinkt. Christenen vechten tegen moslims en aartsengel Michaël vecht tegen Lucifer en zijn demonen.
Joan Amades, een Catalaans schrijver, heeft veel pagina's aan het folkloristisch festival gewijd in Costumari Català. Manuel Riu beschreef het feest in 1955 als een heilig drama dat wordt uitgevoerd in een vierkant in de buitenlucht, het is een voorloper van het volkstheater. Antropologen en specialisten op het gebied van folklore zijn geïnteresseerd in Patum de Berga.